# Drift (psykologi)
 For alternative betydninger, se Drift. (Se også artikler, som begynder med Drift)
En drift er en trang til at gøre noget, uden at dette er blevet fortalt eller erfaret. Drifter ligger hinsides moral og kultur, og er mere sammenlignelige med instinkter. Den mest omtalte drift er sexdriften.
| Psi | Spire Denne artikel om psykologi er en spire som bør udbygges. Du er velkommen til at hjælpe Wikipedia ved at udvide den. |